# Anthony Collins (cestista)
Anthony Deray Collins (Houston, 3 luglio 1992) è un cestista statunitense.

## Caratteristiche tecniche
Buon passatore, è stato il miglior assistman della 1. A slovenska košarkarska liga in entrambe le stagioni giocate con l'Hopsi Polzela.

## Carriera
Trascorsi gli anni del college tra l'Università della Florida Meridionale e la Texas A&M University, si trasferisce in Europa giocando prevalentemente nei Balcani, tra Slovenia, Macedonia del Nord, Croazia e Bosnia ed Erzegovina. Con il Sokoli ha esordito in FIBA Europe Cup e Basketball Champions League. Ha giocato anche in Georgia con il CIU Tbilisi, in Inghilterra con i Sheffield Sharks e nei Paesi Bassi con il Feyenoord Rotterdam.

## Statistiche

### NCAA
| Anno      | Squadra             | PG  | PT  | MP   | TC%  | 3P%  | TL%  | RP  | AP  | PRP | SP  | PP  |
| --------- | ------------------- | --- | --- | ---- | ---- | ---- | ---- | --- | --- | --- | --- | --- |
| 2011-2012 | South Florida Bulls | 31  | 29  | 32,7 | 50,8 | 29,2 | 84,7 | 2,0 | 5,2 | 1,6 | 0,3 | 9,0 |
| 2012-2013 | South Florida Bulls | 30  | 30  | 35,8 | 39,3 | 39,1 | 78,6 | 2,3 | 6,5 | 1,5 | 0,2 | 8,6 |
| 2013-2014 | South Florida Bulls | 8   | 7   | 31,4 | 28,9 | 38,9 | 76,5 | 1,6 | 5,9 | 1,5 | 0,3 | 6,9 |
| 2014-2015 | South Florida Bulls | 32  | 32  | 33,9 | 44,2 | 27,6 | 67,9 | 2,6 | 5,2 | 1,5 | 0,1 | 7,1 |
| 2015-2016 | Texas A&M Aggies    | 37  | 37  | 25,7 | 37,7 | 45,2 | 87,2 | 1,5 | 4,2 | 1,0 | 0,1 | 4,5 |
| Carriera  | Carriera            | 138 | 135 | 31,7 | 42,6 | 37,8 | 79,2 | 2,1 | 5,2 | 1,4 | 0,2 | 7,2 |

#### Massimi in carriera
- Massimo di punti: 22 vs Pittsburgh (19 febbraio 2012)[3]
- Massimo di rimbalzi: 8 vs Central Florida (11 febbraio 2015)
- Massimo di assist: 12 (3 volte)
- Massimo di palle rubate: 5 (4 volte)
- Massimo di stoppate: 2 vs St. John's (18 gennaio 2012)
- Massimo di minuti giocati: 48 vs Bowling Green State (21 dicembre 2012)